# لي ويلكي
لي ويلكي (بالإنجليزية: Lee Wilkie)‏ هو لاعب كرة قدم بريطاني، ولد في 20 أبريل 1980 في دندي في المملكة المتحدة. شارك مع منتخب اسكتلندا تحت 21 سنة لكرة القدم ومنتخب اسكتلندا لكرة القدم. أما مع النوادي، فقد لعب مع دندي يونايتد ونادي بليموث أرجايل ونادي دندي ونادي روس كاونتي ونادي فالكيرك ونوتس كاونتي.

## مسيرته الكروية
لعب لي ويلكي خلال مسيرته الاحترافية مع 6 أندية في خمسة عشر موسمًا وسجل خلالها 14 هدفًا ضمن 208 مباراة. حيث فاز في موسم واحد بالكأس ولم يفز بأي دوري.
خاض لي ويلكي مسيرته مع نادي دندي في موسم 1999–00 في المرة الأولى واستمر معه طيلة ثلاثة مواسم ثم في موسم 2002–03 ليلعب معه أربعة مواسم، مشاركًا طوالها في 110 مباراة سجل خلالها 4 أهداف. ثم انتقل إلى نادي بليموث أرجايل في موسم 2000–01 لمدة موسم واحد، حيث شارك في مباراتين ولم يسجل أي هدف. لينتقل بعدها إلى نادي فالكيرك في موسم 2001–02 لمدة موسم واحد، مشاركًا في 9 مباريات سجل خلالها هدفين. ثم انتقل إلى نادي دندي يونايتد في موسم 2006–07 ليلعب معه أربعة مواسم، مشاركًا في 81 مباراة سجل خلالها 8 أهداف.

## وصلات خارجية
- لي ويلكي على موقع الاتحاد الأوربي (الإنجليزية)
- لي ويلكي على موقع الاتحاد الإسكتلندي (الإنجليزية)
- لي ويلكي على موقع قاعدة بيانات كرة القدم.إي يو (الإنجليزية)
- لي ويلكي على موقع ناشيونال فوتبول تيمز (الإنجليزية)
- لي ويلكي على موقع Soccerbase.com (لاعب) (الإنجليزية)
- لي ويلكي على موقع عالم كرة القدم.نت (الإنجليزية)